# Język latu
Język latu – język austronezyjski używany w prowincji Moluki w Indonezji, na wyspie Seram. Według danych z 1982 roku posługuje się nim nieco ponad 2 tys. osób.
Według danych z lat 80. XX w. jego użytkownicy zamieszkują wsie Hualoi i Tumalehu. Ethnologue podaje, że jego znajomość jest w zaniku.
W użyciu jest także blisko spokrewniony język saparua. Latu bywa klasyfikowany jako (stosunkowo odrębny) dialekt saparua.